# Carmen Rendiles Martínez
Carmen Rendiles Martínez, S.d.J., řeholním jménem María Carmen (11. srpna 1903, Caracas – 9. května 1977, tamtéž) byla venezuelská římskokatolická řeholnice, zakladatelka a členka kongregace Ježíšových služebnic. Katolická církev ji uctívá jako blahoslavenou.

## Život
Narodila se dne 11. srpna 1903 v Caracasu rodičům Ramiru Antoniu Rendilesovi a Aně Antonii Martínez. Narodila se bez levé paže a celý život nosila protézu. Pokřtěna byla dne 24. září 1903 ve svém rodném městě a svátost biřmování přijala dne 28. října 1905. Dne 11. března 1911 přijala své první svaté přijímání. Rozhodla se stát řeholnicí.
V únoru roku 1927 se připojila ke kongregaci Služebnic eucharistie a 8. září 1927 v ní zahájila svůj noviciát. Dne 8. září 1929 složila své první dočasné řehoní sliby. Později také složila doživotní řeholní sliby. V letech 1935–1943 pobývala ve Francii, odkud kongregace pocházela. V kongregaci také zastávala různé funkce a roku 1951 byla jmenována provinciálkou.
Dne 25. března 1965 založila novou ženskou řeholní kongregaci Ježíšových služebnic a sama do ní následně vstoupila. Dne 14. srpna 1969 kongregace obdržela diecézní potvrzení o svém založení a tentýž rok byla zvolena první generální představenou jí založené kongregace. V tomto úřadu setrvala až do své smrti.
Zemřela na chřipku dne 11. srpna 1903 v Caracasu.

## Úcta
Její beatifikační proces započal dne 18. srpna 1994, čímž obdržela titul služebnice Boží. Dne 5. července 2013 ji papež František podepsáním dekretu o jejích hrdinských ctnostech prohlásil za ctihodnou. Dne18. prosince 2017 byl uznán první zázrak na její přímluvu, potřebný pro její blahořečení.
Blahořečena pak byla dne 16. června 2018 v areálu Centrální univerzity v Caracasu. Obřadu předsedal jménem papeže Františka kardinál Angelo Amato. Dne 28. března 2025 byl uznán druhý zázrak na její přímluvu, potřebný pro její svatořečení. Svatořečena bude dne 19. října 2025 na Svatopetrském náměstí papežem Lvem XIV.
Její památka je připomínána 9. května. Bývá zobrazována v řeholním oděvu a s protézou na levé ruce. Je patronkou jí založené kongregace.